# 連銭形成

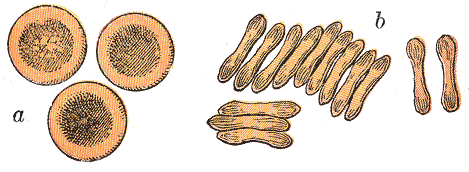
典型的な哺乳類の赤血球： (a) 正面像; (b) 側面像、左側は連銭形成

新鮮標本でみられた連銭形成

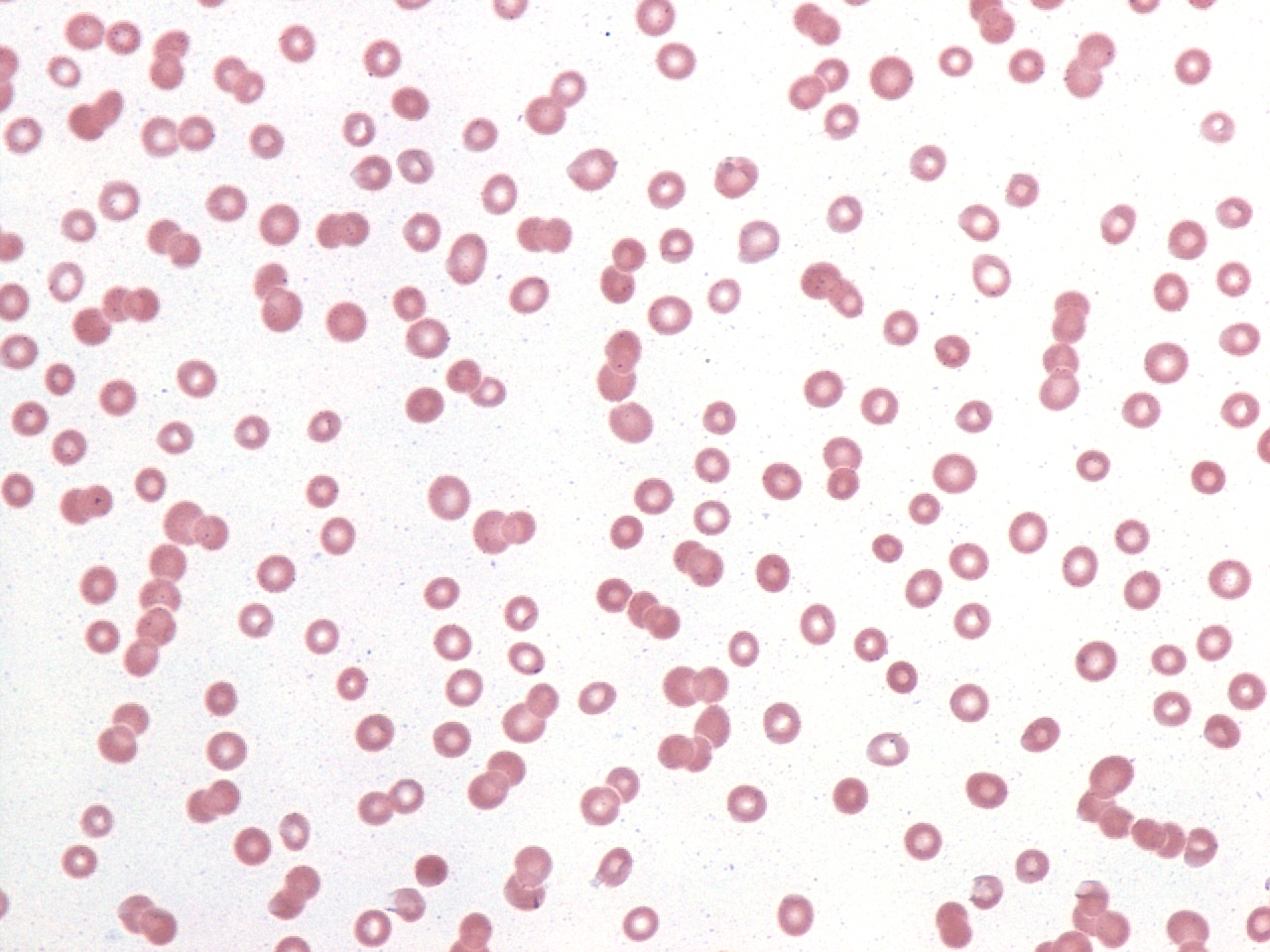
多発性骨髄腫患者の末梢血塗抹検査でみられた連銭形成

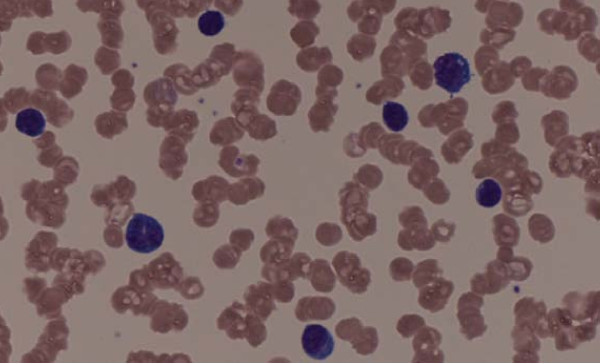
原発性マクログロブリン血症の血液塗抹標本：連銭形成、形質細胞様のリンパ球、軽度の血小板減少

連銭形成（れんせんけいせい、英: Rouleaux formation）とは、赤血球が硬貨を積み重ねたような形で連なって凝集している状態をさす。末梢血塗抹検査でみられる異常所見の一つであり、通常、フィブリノーゲン、γ-グロブリン、など血中のグロブリンの濃度が上昇していることを示唆する。

## 生理的機序
赤血球表面は主に糖蛋白のシアル酸により陰性に帯電しているため（ゼータ電位）、赤血球同士は相互に反発しあい、正常な状態では凝集しにくい。
フィブリノーゲン、免疫グロブリンなどの陽性に荷電した血漿タンパク質は赤血球の表面に付着して陰性の電荷を打ち消すため、これらのタンパク質が血中に増加している状態では赤血球は相互に凝集しやすくなり、連銭形成が増加する。一般に、タンパク質の分子長が長いほど、表面の陰性電荷の影響を受けない距離を維持して赤血球同士を架橋することが容易になるため、フィブリノーゲンの方が免疫グロブリンより赤血球を凝集させる能力は高い:545:318:12。
なお、血漿タンパク質のうち、もっとも量が多いアルブミンは、陰性に荷電しており、赤血球の連銭形成を阻害するとされる。ただし、アルブミンが異常に増加するような病態はしられておらず、通常は問題とされない:12。

## 生体内の連銭形成
生体内の赤血球は、正常の血流下では個別の細胞に分離しているが、流速が遅いところでは凝集して連銭を形成する傾向があり、微小血管系では生体顕微鏡による観察で連銭形成が認められることがある。生体内では赤血球の連銭形成は、単なる円柱（＝連銭）のみならず、分枝や三次元的構造を取ることがあり、赤血球集合（erythrocyte aggregation）とよばれることもある。細小動脈で連銭形成が生じると血流障害・酸素運搬障害の原因となる:1。
近年は、流速の遅い血管腔や心腔での連銭形成が超音波で可視化され、血栓形成の危険因子とされている。なお、生体内の連銭形成は可逆性であり、せん断力が作用するとすぐ分解する。

## 血液塗抹標本での連銭形成
健常人の末梢血塗抹検査では、通常観察に用いる薄く塗抹された部分では連銭形成はみられない（厚い部分では人工産物として連銭形成がみられることはある。）:318。なお、赤血球がいくつ積み重なっていたら連銭形成とみなすかは通常問題とされないが、4つ以上と記載している文献もある。

## 関連する病態

### 連銭形成が増加する病態
連銭形成がみられる病態としては、M蛋白（モノクローナル蛋白）の増加する疾患が有名であるが、
実際には、フィブリノーゲンや免疫グロブリンが高値をとる病態全般で連銭形成が増加する。
M蛋白の増加する病態
多発性骨髄腫、原発性マクログロブリン血症などが含まれる。とくに免疫グロブリンM（IgM）は巨大な分子で赤血球間の橋渡しをしやすいため、IgM型のM蛋白血症を伴う原発性マクログロブリン血症では連銭形成が著明となる。
炎症性疾患全般
感染症、膠原病、慢性肝疾患、その他、フィブリノーゲンを始めとする急性相蛋白や免疫グロブリンが増加する病態で連銭形成がみられる。
妊娠
妊娠中はフィブリノーゲンが増加するため連銭形成がおきやすくなる。

### 連銭形成が減少する病態
末梢血塗抹検査では連銭形成がみられないのが正常であり、連銭形成の減少を所見としてとりあげることはないが、いくつかの病態で生理的に連銭形成が生じにくくなることが指摘されている。
赤血球の形態異常
鎌状赤血球症、球状赤血球症などにおいては、赤血球の形態異常のため、連銭形成がおこりにくくなり、赤血球沈降速度も遅延する:545。
低フィブリノーゲン血症
一部の播種性血管内凝固症候群（DIC）ではフィブリノーゲンが消費されて減少する結果、連銭形成がおこりにくくなり、赤血球沈降速度も遅延する:545。

### 赤血球凝集

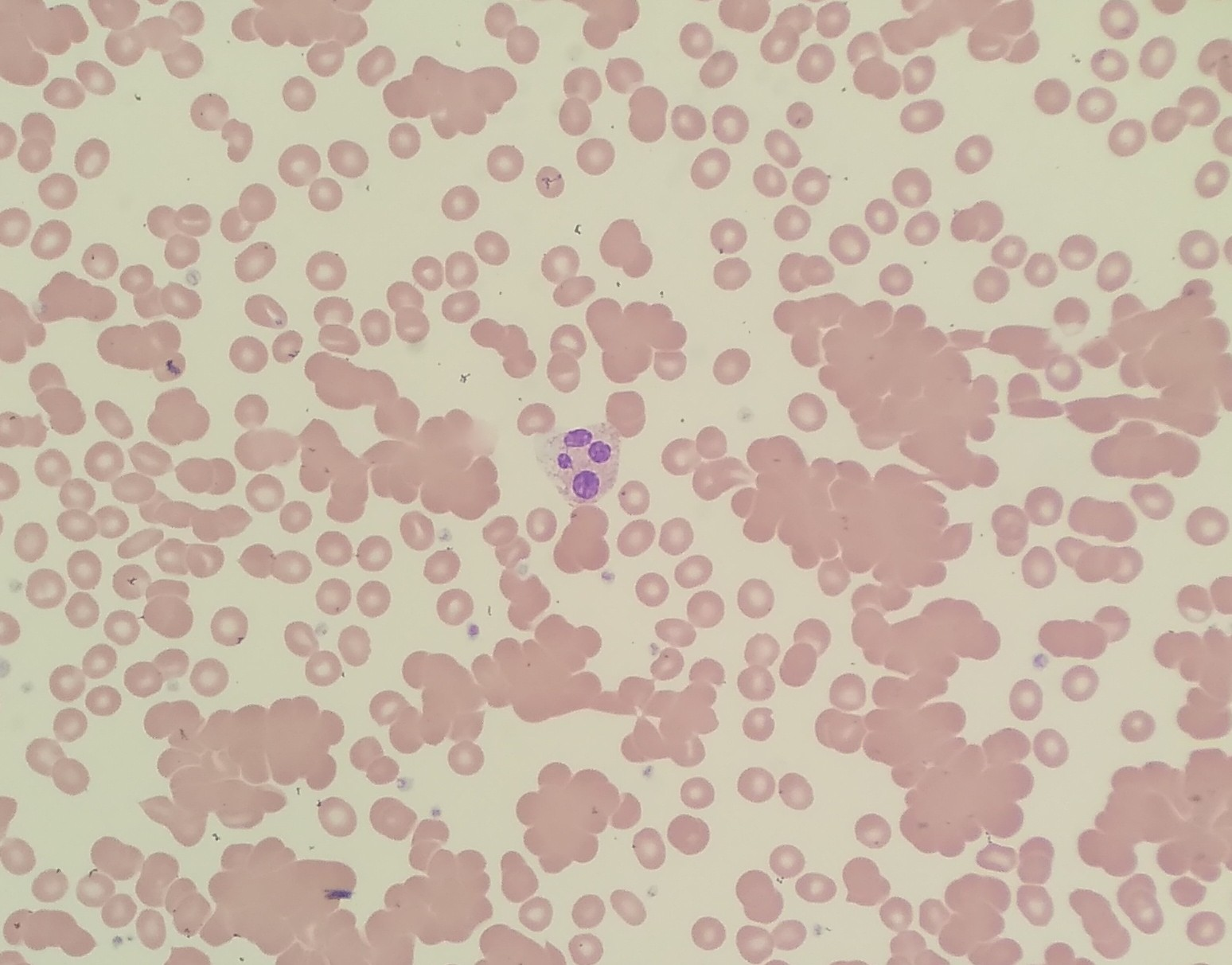
寒冷凝集素による赤血球凝集：連銭を形成せず不規則に凝集している

寒冷凝集素症、自己免疫性溶血性貧血など、赤血球に対する自己抗体が産生される病態では、塗抹標本で赤血球凝集（Red blood cell agglutination）がみられることがあるが、連銭形成とは異なり、赤血球の配列は不規則（ブドウ状）である。その理由としては、連銭形成の際に赤血球間の橋渡しとなるフィブリノーゲンの結合部位は赤血球の周辺に分布するため積み重なる形の配列を取りやすいのに対し、免疫グロブリンの結合部位は赤血球全体に分布するため不規則な配列となるとされる。

## 関連する検査

### 赤血球沈降速度
抗凝固剤を添加した血液の中では赤血球は徐々に沈降していくが、その速度は、質量あたりの表面積が小さいほど早くなる。炎症などで血中の免疫グロブリンやフィブリノーゲンなどのグロブリンが増加すると連銭形成が増加し、連銭形成状態の赤血球は遊離の赤血球に比べ表面積が相対的に小さくなるため沈降が速くなる。赤血球沈降速度はこの原理を応用した検査で、炎症マーカーとしてもちいられる。ただし、赤血球沈降速度は、貧血、血漿の粘性、など他の様々な要因にも影響されること、変化の速度がCRPなど他の炎症マーカーに比べて遅いことから、近年は、慢性炎症の評価などを除き、あまり実施されない:545。

### 超音波検査
超音波検査の二次元断層像（Bモード）では、血管腔や心腔内は無エコーで黒く抜けるのが通常であるが、血流の遅いところでは連銭形成した赤血球が、煙のような、もやもやしたエコー像（もやもやエコー、smoke-like echo, spontaneous echo contrast）を呈することがある。もやもやエコーの存在は血栓の易形成性を示唆するとされる。

## 獣医学領域
連銭形成の起こりやすさには種差がある。ネコ、ウマ、ブタ、モルモットなどにおいては、末梢血塗抹で連銭形成が出現しやすいが、それ以外の動物種では連銭形成は異常所見とされる。ラットやマウスでは炎症があっても連銭形成はおきにくい:59。